# Armand van Truyen
Armand van Truyen (Sint-Gillis, 1 september 1908 – Elsene, 18 mei 1973) was een Belgisch cellist.
Hij was getrouwd met (alt-)violiste Delphina Baeyens.

## Opleiding en werk
Hij kreeg zijn opleiding aan het Koninklijk Conservatorium Brussel. Docenten waren Marix Loevensohn op cello, Gaillard in kamermuziek en Fernand Goeyens in harmonieleer. Hij zou in 1929 de eerste prijs winnen voor cello en in 1932 de Prijs H. Van Cutsem. Al eerder bevond hij zich in het orkest "Concerts Spirituels" van Joseph Jongen (1924-1935). Hij trok naar Brussel om er solocellist te worden in het orkest van de Koninklijke Muntschouwburg (1935-1973). Ook kwam hij in contact met de Muziekkapel Koningin Elisabeth van Elisabeth van Beieren, alwaar hij ook cellist werd. De koningin nodigde Van Truyen en echtgenote vervolgens uit voor haar “eigen strijkkwartet" met zijzelf op eerste viool. Toen Koningin Elisabeth moest stoppen ging het echtpaar als strijktrio verder met Philip Newman. Het eindigde toen Newman in 1965 terugkeerde naar de Verenigde Staten. Het echtpaar bleef over als duo, dat nog regelmatig bij de koningin in Oostende zou optreden. Hij was in het bezit van een gouden palm van de Kroonorde.

## Delphina Baeyens
Zijn vrouw Delpina Baeyens (Antwerpen, 14 december 1911) was violiste en altvioliste. Ze was dochter van muziekpedagoog Emiel Baeyens. Ze kreeg haar opleiding aan het Koninklijk Vlaams Conservatorium in haar geboortestad en van Albert Zimmer in Brussel. Ze was als violiste actief in en om Antwerpen, maar ook bij de BRT. Ze speelde ook altviool in het orkest van de Koninklijke Muntschouwburg en dus ook bij koningin Elisabeth. Ze was als docent verbonden aan de muziekschool in Borgerhout.